# Nils Stoltz
Nils Stoltz, död 1740, var en svensk borgmästare och riksdagsledamot.

## Biografi
Nils Stoltz blev 1717 student vid Uppsala universitet och var medlem i Västgöta nation. Han blev 1727 politieborgmästare i Uppsala stad. Stoltz var riksdagsman för borgarståndet vid riksdagen 1731, riksdagen 1734 och riksdagen 1738–1739 och var under dessa tre riksdagar ledamot av sekreta utskottet. Han avled 1740.